# Nikola Kajić
Nikola Kajić (Kalinovac kraj Đurđevca, 5. prosinca 1902. − Zagreb, 24. veljače 1987.), hrvatski visoki časnik u NOVH i poslije u JNA, vojni diplomat. Nosio čin general-potpukovnika. Otac je viceadmirala HRM Davorina Kajića.

## Životopis
Učitelj 1932. u Zrinskoj kraj Grubišnoga Polja i 1937–41. u Hrvatskoj Kostajnici. Nakon Travanjskoga rata 1941. bio nekoliko mjeseci u zarobljeništvu. Kao član KPJ od 1941, u srpnju te godine sudjelovao u organizaciji partizanske vojske u kostajničkom kotaru. U razdoblju 1942–43. bio zapovjednik 3. bataljuna u Banijskom partizanskom odredu, a 1943–44. u 7. diviziji načelnik stožera brigade i divizije te u 10. korpusu zamjenik zapovjednika i načelnik stožera. Od 1945. do umirovljenja 1960. u činu general-potpukovnika obnašao dužnosti zapovjednika grada Zagreba, načelnika odjeljenja u Izvanrednoj upravi za opskrbu, vojnoga izaslanika u Tirani, pročelnika u personalnoj upravi armijske oblasti i načelnika sekretarijata Savjeta narodne obrane.
Jedan od pripadnika hrvatske nezadovoljničke struje visokih civilnih i vojnih dužnosnika koji su korijeni hrvatskih proljećara. Bila je to nacionalno svjesna struja u SKH čiji je cilj bio sukladno mogućnostima i ideoloških ograničenja u SR Hrvatskoj obrazovati stranačke kadrove koji će biti nacionalno orijentirani te ih razmjestiti diljem važnih mjesta u državnoj, gospodarskoj i stranačkoj upravi a radi suzbijanja centralističkih tendencija iz Beograda.